# 17ª Squadriglia
La 17ª Squadriglia della Regia Aeronautica è attiva dal 15 gennaio 1927 all'Aeroporto di Ferrara-San Luca con aerei Caproni.

## Storia
Nel 1926 era nel XXVII Gruppo sui Caproni Ca.36 all'Aeroporto di Poggio Renatico.
Al 15 gennaio 1927 la 17ª Squadriglia era nel XXVII Gruppo Bombardieri Notturni del 14º Stormo dell'Aeroporto di Ferrara-San Luca su Caproni Ca.36 ed in seguito Caproni Ca.73. 
Il 10 maggio 1929 il 27º Gruppo il 1º ottobre 1929 va a Merna.
Il 1º giugno 1931 il 27º Gruppo passa nell'8º Stormo di Ferrara sui Ca.73.
Il successivo 18 ottobre lo Stormo va all'Aeroporto di Poggio Renatico.

### Guerra d'Etiopia
La 17ª Squadriglia di formazione per l’Africa orientale si costituisce sull’Aeroporto di Guidonia il 19 agosto 1935 nell'ambito della Guerra d'Etiopia. 
Ai primi di settembre va a Massaua e raggiunge la nuova sede dell'Aeroporto di Assab il 5 ottobre 1935. 
La squadriglia prende parte alle operazioni belliche fin dai primi giorni di ottobre inquadrata nel XXVII Gruppo bombardamento AO dell’8º Stormo.
Il 22 dicembre nell'ambito dell'Offensiva etiope di Natale sgancia 6 bombe C500T all'Iprite a Dembeguinà ed Addi Rassi.
Il 25 dicembre 1935 dopo un’esplosione in un’aviorimessa si produce un incendio: 6 Caproni Ca.111 restano distrutti; 7 uomini muoiono.
Il 20 gennaio 1936 un aereo viene colpito e l’equipaggio ucciso quando la squadriglia era a Gura (Eritrea). 
A seguito di questi eventi, in considerazione ‘di commenti e prevenzioni sul numero distintivo della squadriglia’ viene chiesto il cambiamento del nome che viene accordato in 52ª Squadriglia dal 15 marzo 1936.